# 沙地語
沙地語（さちご）は、中国語の主要な言語の一つである呉語の一方言。上海市崇明区、江蘇省啓海地区（啓東市・海門区）を中心に使用され、その地域が砂洲により構成されることより沙地語と称される。
話者分布地域から崇明語や啓海語とも称される。